# Johann Ernst Bach (1722–1777)
Johann Ernst Bach, född 28 januari 1722 i Eisenach, död 1 september 1777 i Eisenach. Han var en tysk kompositör av Bachfamiljen. Han var son till Johann Bernhard Bach.

## Biografi
Han var son till Johann Bernhard Bach och studerade i Thomasskolan i Leipzig med Johann Sebastian Bach (Johann Bernhards syssling) som lärare. 1742 anlitades han som officiell advokat i Eisenach. Från 1756 var han hovmusiker till hertigen Ernst August av Sachsen-Weimar. Hans son Johann Georg Bach efterträdde honom som organist vid St. Georg- kyrkan i Eisenach.

## Verk

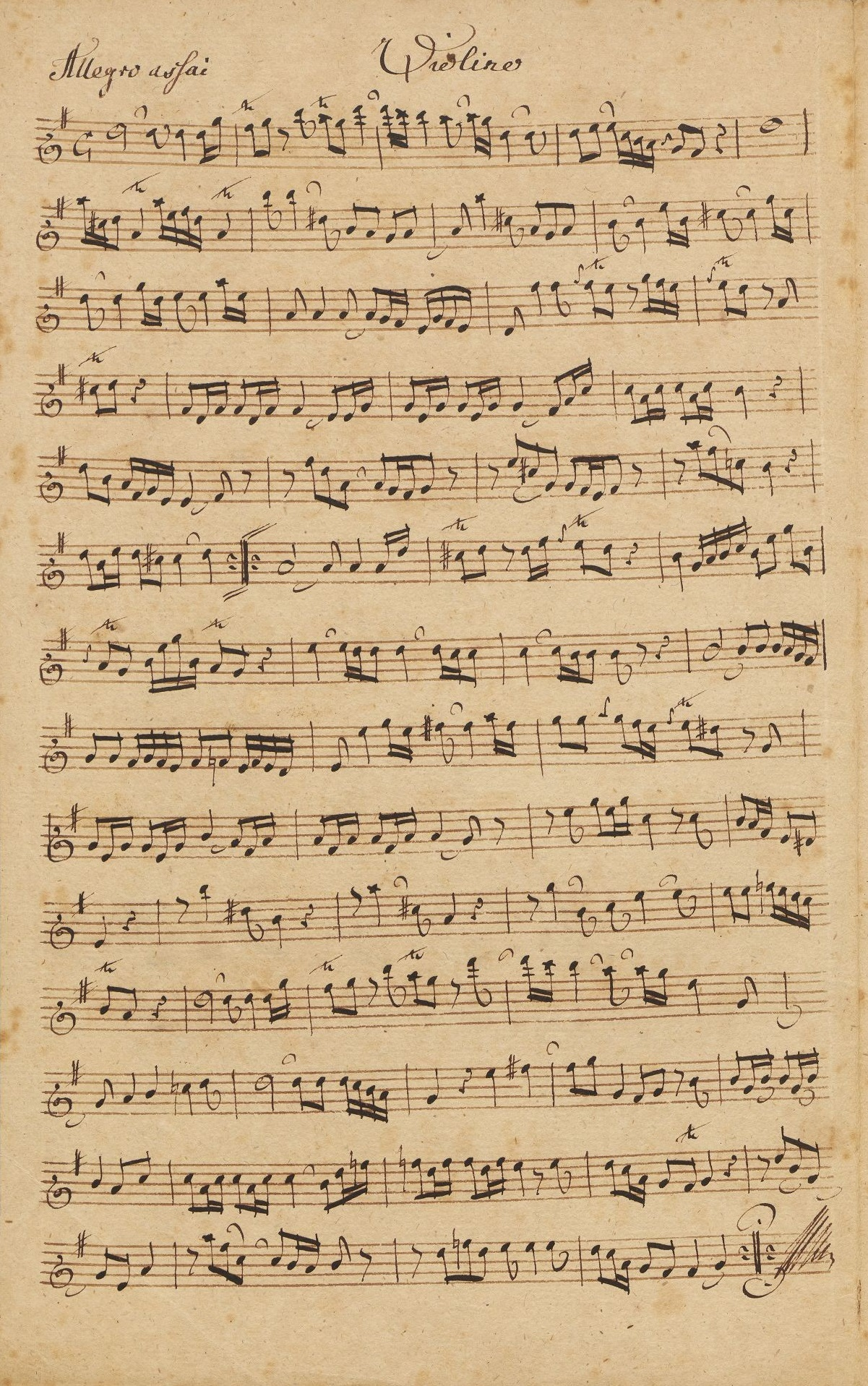
Sidan från Sonata per il clavicembalo col violino, 1700-talet, av Bach.

### Sång
- O Seele, deren Sehnen (Passion oratorie), 1764
- 2 passioner, förlorade

### Sakrala kantater
- Ach Herr, straff mich nicht
- Auf und säumt euch nicht, ihr Frommen
- Der Herr ist nahe bei denen, till begravningen av hertigen Ernst August Constantin
- Die Liebe Gottes ist ausgegossen
- Ein feste Burg ist unser Gott
- Herzlich lieb hab dich, o Herr, om Schallings psalm
- Kein Stündlein geht dahin
- Kommt herzu, lasset uns frohlocken
- Mein Odem ist schwach, BWV 222, körsatser finns också som motett, Unser Wandel ist im Himmel, BWV Anh. 165
- Meine Seele erhebet den Herrn (i)
- Meine Seele erhebet den Herrn (ii)
- Meine Seele erhebet den Herrn (iii)
- Nach dir, Herr, verlanget mich
- Sei willkommen, mächtiger Herrscher
- Singet dem Herrn ein neues Lied
- Så gehst du nun, mein Jesu, hin
- Straf mich nicht i deinem Zorn, på hymnen av Albinus
- Wenn Donnerwolken über dir sich türmen (Das Vertrauen der Christen auf Gott)
- Wünschet Jerusalem Glück
- Wie der Hirsch schreiet, förlorat
- Lobe den Herrn, meine Seele, förlorade
- flera andra förlorade kantater (för årscykeln 1766)

### Andra kyrkliga verk
- Mässa på Es woll uns Gott gnädig sein, SATB, generalbas
- Aus der Tiefen, motett, SATB
- Mein Odem ist schwach, motett, SATB
- Unser Wandel ist im Himmel (= bwv Anh. 165), motett, SATB
- 11 andra, tvivelaktiga verk.

### Sekulära kantater
- Gesegneten Auftritt, till födelsedag för hertigen Friedrich av Saxe-Gotha, 1756, förlorade
- Wer sagt mir doch, was für Entzücken, förlorad
- Sammlung auserlesener Fabeln.
  - del 1, Nürnberg, 1749
  - del 2, opublicerad
- Lächerliche Mammonshüter (An die Geizigen), 1770

### Instrumental
- Symfoni i B
- Andra förlorade symfonier
- 3 sonater (Kbd / Vn), del 1, Eisenach, 1770
- 3 Sonater (Kbd / Vn), del 2, Eisenach, 1772
- Sonat i A (Fl / Vn / generalbas)

#### Klaververk
- Sonat i G, cembalo
- Sonat i F, cembalo
- Sonat i G, cembalo
- Sonat i A, cembalo
- Fantasi och fuga i d
- Fantasi och fuga i a
- Fantasi och fuga i F
- Koralen: Valet kommer att bli dir geben